# Een kleine demon
Melki bes (Russisch: Мелкий бес; Nederlandse vertaling: Een kleine demon) is een roman van de Russische schrijver Fjodor Sologoeb. Het werk verscheen voor het eerst in volledige vorm in 1907.

## Publicatie en kritiek
Sologoebs bekendste roman verschijnt voor de eerste maal in 1905. Reeds in 1902 had hij het werk voltooid, maar tijdschriften weigerden het te publiceren omdat het te bijtend en te vreemd was. Uiteindelijk blijkt het tijdschrift Voprosy zjizni (Levensvragen) bereid de roman te plaatsen. Het tijdschrift wordt echter aan het einde van 1905 opgedoekt en een aantal afleveringen van de roman blijft ongepubliceerd.
In 1907 wordt zijn roman Melki bes uiteindelijk in zijn geheel uitgegeven en direct haalt hij hoge verkoopcijfers. Reeds in 1909 zijn er vijf drukken verschenen en wordt de roman bewerkt tot een toneelstuk.
Met het verschijnen van de roman in zijn definitieve versie in 1907 kreeg Sologoeb een hele lading beledigingen over zich heen. Hij zou  een "bezetene", een "maniak", een "sadist", een "ziekelijk, verminkt talent met een psychopathische neiging", "abnormaal" en "decadent" zijn. Men vereenzelvigde het hoofdpersonage van Melki bes, Peredonov, met de auteur van de roman. Zoals Peredonov in de roman, had Sologoeb zelf ook lesgegeven in de provincie en men meende dat hij zijn stof voor de roman uit zijn eigen ervaring had gedistilleerd. Inderdaad wordt bij het lezen van de roman een bedreiging van bezoedeling ervaren die door Diana Greene zo wordt verklaard: "I believe that the source of the disturbing power of The Petty Demon lies in the fact that Sologub through the narrator induces in us, the reader, for the duration of the novel, a state of disorientation equivalent to Peredonov's; in reading this novel about a breakdown we experience a parallel sense of helplessness, loss of control and unreality."
De houding van de critici verandert: eerst wordt Melki bes beschouwd als een voortbrengsel van Sologoebs zieke geest, later beweert men op het Russische platteland overal Peredonovs te kunnen aantreffen en ten slotte wordt aangenomen dat Peredonov een universeel symbool is, dat er in iedereen een Peredonov schuilt. Op deze aantijgingen verklaart Sologoeb zelf dat het boek als een spiegel moet werken voor de lezer: "Deze roman is een meesterlijk gemaakte spiegel. Ik heb hem lange tijd geslepen, door er ijverig aan te werken."
Peredonov was geen afspiegeling van de schrijver, wel van de lezer. Met het verschijnen van de roman geraakte dadelijk het begrip Peredonovsjtsjina ("Peredonovisme") in zwang: "Sologub's unforgettable picture of the godforsaken provincial Russian town and its banal and vulgar society made the book an instant succès de scandale. 'Peredonovism', meaning absolute devotion to self-gratification, unredeemed by any respect for values or consideration for other people, entered the Russian language."

## Verhaal
Ardaljon Borisytsj Peredonov is leraar Russisch op een gymnasium in een provinciestadje, maar hij toont geen enkele interesse voor literatuur. Zijn leerlingen haten en verachten hem, vinden hem grof en onrechtvaardig. Hij leeft samen met zijn 'nicht' en is op zoek naar een vrouw om mee in het huwelijk te treden. Hij meent dat alle meisjes op hem verliefd worden en dat hij keuze genoeg heeft. Hij is inderdaad geen slechte partij met zijn inkomen van gymnasiumleraar, maar iedereen heeft een hartgrondige hekel aan hem. Hij heeft de keuze tussen Varvara Dmitrijevna Malosjina, Marta en de drie zusters Roetilov. Varvara is zijn zogezegde nicht, die volgens haar eigen zeggen de protectie geniet van vorstin Voltsjanskaja in Sint-Petersburg. Als hij met haar zou huwen, zou de vorstin er zeker voor zorgen dat Peredonov gepromoveerd zou worden tot inspecteur. Varvara kende de vorstin omdat ze bij haar enkele jaren geleden een tijdlang als verstelnaaister had ingewoond. Zij had Varvara al een jaar geleden een antwoord gegeven dat ze hem als haar minnaar zeker niet de hand boven het hoofd zou houden maar als ze met hem zou trouwen kon ze hem misschien protectie bieden.
Met deze vage belofte is Peredonov niet tevreden en hij onderzoekt welke andere partijen hem nog voordeel kunnen bieden. Er is Marta, voor wie de altijd in het zwart geklede Versjina een huwelijk met Peredonov probeert te regelen. Versjina staat altijd achter het hek in haar tuin en lijkt Peredonov altijd met bezwerende gebaren binnen te lokken. Dan zijn er ten slotte de vier zusters Roetilov; Larissa is getrouwd, maar de andere drie komen als bruid voor Peredonov wel in aanmerking: Darja, Ljoedmila en Valerieja. Tot hij uiteindelijk de knoop doorhakt en met Varvara trouwt, is hij constant in de weer de verschillende partijen af te wegen. Om Peredonov aan zich proberen te binden, vat Varvara het plan op een vervalste brief te schrijven die zogezegd van de vorstin komt. In deze brief zou zij bevestigen dat Peredonov haar protectie zal genieten als hij met Varvara trouwt. Voor dit karweitje roept zij de hulp in van Groesjina, die in het vooruitzicht van een royale beloning het werk met beide handen aangrijpt.
Ondertussen wordt Peredonov door Roetilov, de broer van de vier zusters, naar zijn huis geleid om een keuze te maken tussen de drie trouwlustige zusters. Hij had alles in gereedheid gebracht voor een overhaast huwelijk. Een voor een maken de zusters hun opwachting voor Peredonov, terwijl ze hem vertellen, hoe ze hem gelukkig willen maken, maar hij krijgt schrik dat ze een loopje met hem willen nemen en zonder tot een besluit te komen, neemt hij de benen.
In de gedachten van Peredonov begint het vermoeden te groeien dat Volodin, zijn 'goede' vriend, zijn plaats wil innemen door met Varvara te trouwen en zo inspecteur te worden. Daarom gaat hij zelf op zoek naar een geschikte huwelijkskandidate voor Volodin. Volodin, die verstandelijk niet erg begaafd is, is in zijn leven al dikwijls afgewezen maar heeft de goede hoop dit keer de vrouw van zijn leven ontmoet te hebben. Ze hebben Nadezjda Vasiljevna Adamenko op het oog en vereren haar met een bezoek. Zij snapt niet meteen waar het om gaat maar kan de twee opgedirkte heren, na een tijdje onzinnig over en weer gebrabbel, afschepen. Later biedt Adamenko hem aan les in handenarbeid te geven aan haar broertje, omdat ze dacht dat Volodin in geldnood verkeerde. Later zal hij haar zijn gevoelens bekendmaken en zal ze hem afwijzen.
De vervalste brief is inmiddels voltooid en wanneer Varvara hem aan Peredonov overhandigt, is deze zich van geen kwaad bewust en gaat hem aan al zijn kennissen tonen. Ook het feit dat de enveloppe verdwenen is, kan de pret niet deren. Toch besluit Varvara meteen een nieuwe vervalste brief te laten schrijven door Groesjina, om die dan via via vanuit Sint-Petersburg te laten verzenden en zo een gestempelde enveloppe te bekomen.
Peredonov besluit om de notabelen van de stad te bezoeken om hen te melden dat hij inderdaad de bevestiging heeft gekregen dat hij de aanstelling als inspecteur zou krijgen en dat de geruchten die over hem de ronde doen vals zijn. Hij bezoekt de burgemeester, de officier van justitie, de adelsmaarschalk, de voorzitter van het provinciale zemstvo-bestuur en de commissaris van de politie. Degenen die hij bezoekt begrijpen meestal niet waar het over gaat maar voelen zich toch geflatteerd omdat zij in zo'n zaak betrokken worden. Waar hij kan geeft Peredonov andere mensen aan of stelt hij hen in een slecht daglicht.
Op een dag doet het gerucht de ronde dat er zich op het gymnasium een als jongen verkleed meisje bevindt. Het zou gaan om Sasja Pylnikov, een leerling van de vijfde klas. Op school gedraagt hij zich altijd voorbeeldig: hij studeert goed, is altijd goed gekleed, weigert mee te doen met de ruwe spelletjes van de andere leerlingen en gebruikt geen schunnige taal. Daarom haalt hij zich de naam meisje op de hals. Volgens Groesjina is het allemaal opgezet spel om Peredonov een hak te zetten. Peredonov wil er het fijne van weten en brengt een bezoekje bij de jongen thuis. Hij is ervan overtuigd dat het een meisje is en wanneer hij bij de directeur van het gymnasium, Chripatsj, ontboden wordt, omdat er bij hem allerlei tekortkomingen gesignaleerd zijn, begint Peredonov tegen hem uit te weiden over Pylnikov. De directeur gelooft het niet maar begint toch te twijfelen zodat hij Pylnikov de volgende dag laat onderzoeken door de schoolarts om het fabeltje definitief de wereld uit te helpen. Uit het onderzoek blijkt dat het wel degelijk om een jongen gaat. Peredonov maakt nog een ronde langs zijn collega's om hen van het gerucht op de hoogte te brengen. Zij geloven het niet maar twijfelen toch terwijl hun vrouwen het allemaal direct voor waarheid aannemen. Peredonov verspreidt dit gerucht om de aandacht van de autoriteiten te trekken en zo een onderscheiding te behalen.
Intussen hebben Peredonov en Varvara een nieuwe woning betrokken en ziet Peredonov voor de eerste keer de nedotykomka, de projectie van Peredonovs paranoia. Hij meent dat het wezentje zich in een jurk van Varvara heeft verscholen en snijdt die jurk aan flarden.
Na zijn bezoek aan Sasja Pylnikov vat hij het plan op om thuis bij zijn leerlingen langs te gaan om hun ouders te overtuigen hun kinderen een pak slaag te geven wegens slecht gedrag. Hij kiest wel die gezinnen uit waarvan hij zeker was dat de ouders hun kinderen onder handen zouden nemen.
Het gerucht van het verklede meisje heeft ook de oren van de Roetilov-zusters bereikt en Ljoedmila, zeer geliefd is in de stad, brengt een bezoek aan Sasja Pylnikov en zijn hospita Kokovkina. Ljoedmila en Sasja hebben een kort gesprek en Ljoedmila wordt verliefd op hem. Ze bezoekt hem steeds vaker en brengt ook parfums mee waarmee ze hem besprenkelt. Ze doen allerlei erotisch getinte spelletjes die bij de jongen vage, onbestemde verlangens opwekken maar toch zuiver blijven.
Op zijn ronde om zijn leerlingen te laten straffen komt Peredonov bij notaris Goedajevski. Deze wil niet dat zijn zoon gestraft wordt en wil dat Peredonov hun huis verlaat. Zijn vrouw vindt echter dat hun zoon weleens een pak slaag verdient en het komt tot een ruzie waarbij Peredonov buiten geworpen wordt. 's Avonds ontvangt hij echter een briefje van de vrouw, waarin staat dat haar man de deur uit is en dat hij nog maar eens langs moet komen om haar zoon een pak slaag te geven. Peredonov vreest dat het een valstrik is maar gaat toch. Nadat ze de jongen een stevig pak voor zijn broek hebben gegeven, neemt Peredonov ook de vaderlijke rol in het echtelijke bed over.
Peredonovs gedrag evolueert van kwaad naar erger: hij wordt weer op het matje geroepen omdat de punten die hij geeft niet kloppen, maar nadien gaat hij de kleinsten nog meer pesten, overal ziet hij spionnen en bij het kaartspel steekt hij de ogen uit van de figuren op de kaarten.
Wanneer Peredonov op een avondje gaat biljarten, vergeet hij de brief op zak te steken en Varvara ziet de kans hem te ontfutselen zodat Peredonov hem niet zou kunnen vergelijken met degene die op komst is vanuit Sint-Petersburg. Kort daarop brengt de postbode de tweede vervalste brief uit Petersburg en kondigt Peredonov overhaast het huwelijk aan met Varvara. Ze willen dat het huwelijk in het geheim wordt gehouden, maar Groesjina praat met opzet haar mond voorbij. In de kerk zit dan ook een aantal bekenden die het spektakel komen bekijken. Groesjina heeft er ook voor gezorgd dat er onderweg naar de kerk enkele kwajongens staan die afval naar de koets werpen en schunnige woorden roepen.
Na het huwelijk verandert er weinig. De pasgehuwden brengen een bezoek aan de directeur en wachten vol ongeduld een tegenbezoek af. Wanneer ze dan ten slotte toch op bezoek komen heerst er een grote consternatie in huis.
De bevestiging van de aanstelling laat op zich wachten en Peredonov begint te denken dat de vorstin ontevreden over hem is en dat hij haar gunstig moet stellen door roddelpraatjes te verspreiden en mensen vals te beschuldigen.
Varvara begint zwaar te drinken en ze praat regelmatig haar mond voorbij in verband met de brief. Heel de stad begint de grap te beseffen en ze proberen Peredonov onderhuids met de waarheid te confronteren. Hun dubbelzinnige uitlatingen hebben echter het omgekeerde effect op Peredonov. Hij meent nu dat de vorstin zich in de stad bevindt en dat ze op hem verliefd is. Hij begint leugenachtige verhalen op te dissen als zouden zij vroeger reeds een verhouding gehad hebben. Groesjina komt bij Varvara de vervalste brief opeisen om te vermijden dat er achteraf tegen haar bewijsmateriaal zou overblijven. Varvara slaagt er ook deze keer de andere vervalste brief van Peredonov af te pakken.
Nu begint Peredonov volledig door te slaan: hij vermoedt dat Volodin de brief gestolen heeft.
Elke avond begeeft hij zich naar de officier van justitie om een aantal denunciaties te doen, naderhand schrijft hij zelfs denunciaties tegen de figuren op de speelkaarten en ook de nedotykomka blijft niet gespaard. Overal ziet hij nu spionnen: de ruitenboer, de kater, de nedotykomka... Op den duur begint hij zichzelf te beschouwen als geheim misdadiger, hij beeldt zich in dat hij al vanaf zijn studentenjaren onder politietoezicht stond en dat hij daarom steeds werd gevolgd, een gedachte die hem angst inboezemt maar toch tegelijk ook vleiend is. Kort daarop begaat hij een eerste ingebeelde moord: met een priem steekt hij in het behang en doorboort hij een ingebeelde spion. Deze ingebeelde moord is voor hem echt en maakt dat hij innerlijk verhardt.
In de vernietiging van allerlei zaken – zo hakt hij alle bomen om in de tuin, snijdt hij allerlei dingen in flarden – vindt hij nog wel voldoening maar hij wil steeds meer. Hij schrijft een brief naar de vorstin waarin hij haar vraagt naar hem toe te komen en wanneer hij een spel kaarten verbrandt, verschijnt de vorstin in de vlammen. Ondertussen krijgt Sasja steeds meer 'troebele' gevoelens en gaan de spelletjes die hij en Ljoedmila spelen steeds verder. Zij begint hem te tooien in haar eigen jurken en hem te leren hoe hij een reverence moet maken. Hij voelt een "onbegrepen, martelend verlangen" en wil haar pijnigen maar toch teder behandelen. De relatie tussen beiden blijft niet onbesproken in de stad en de Roetilovs stellen alles in het werk om de aandacht terug op Peredonov te richten. Deze valt ten prooi aan de wildste voorstellingen en daarom besluit de directeur om hem van het gymnasium te verwijderen.
Nu doet in de stad het gerucht de ronde dat er een gemaskerd bal zou plaatsvinden met prachtige prijzen. De Roetilov-zusters besluiten Sasja als geisha te verkleden en zo de draak te steken met de hele stad. Peredonov denkt dat heel de maskerade georganiseerd is om hem bij de neus te nemen maar besluit toch om ernaartoe te gaan. Op de bewuste avond slaagt Sasja erin uit zijn kamer weg te sluipen om naar de Roetilov-zusters te gaan. Samen gaan ze dan naar het bal, waar het er zeer ruw aan toe gaat. Vele aanwezigen zijn stomdronken en gedragen zich zeer grof. Bij het binnenkomen krijgt iedereen twee kaartjes, een rood en een groen : een voor het beste vrouwelijke en een voor het beste mannelijke kostuum. Het is een ware strijd om kaartjes te bemachtigen maar Sasja oogst veel succes en krijgt daarom vele kaartjes, ook al omdat de Roetilov-zusters de hand kunnen leggen op een groot aantal kaartjes en ze hebben afgesproken om alle kaartjes die zij bemachtigen aan Sasja te geven. Men vermoedt dat achter het masker van de Japanse een actrice schuil gaat en wanneer de jury zich terugtrekt om te beraadslagen, stijgt de spanning in de zaal. Velen menen dat er vals gespeeld wordt en protesteren luid. Wanneer de jury dan tot een oordeel is gekomen, is de spanning werkelijk te snijden. Bij de heren wint de acteur Bengalski die als oergermaan was verkleed, maar het publiek is zo afgunstig dat men hem niet tot bij het podium laat komen en men ruw zijn masker afneemt, tot hij er ten slotte met veel moeite in slaagt zijn prijs in ontvangst te nemen. Het hoogste aantal kaartjes bij de vrouwen heeft Sasja gekregen en hij wordt verplicht op het podium te komen. De vrouwen beginnen te krijsen dat zij haar masker moet afzetten omdat zij zeer benieuwd zijn wie deze concurrente wel is.
Zonder zijn masker af te nemen, probeert Sasja daarop zo snel mogelijk de zaal te verlaten, maar hij wordt door de massa gehinderd en men begint hem te knijpen en te slaan. Na heel wat over en weer getrek en gesleur slaagt hij er met de hulp van de acteur Bengalski toch in te ontsnappen zonder dat hij zijn identiteit heeft moeten prijsgeven. Intussen is de nedotykomka weer bezig Peredonov te pesten en op aangeven van dit wezentje steekt hij ongemerkt een gordijn van een achterkamertje in brand. Omdat iedereen druk in de weer is met de geisha, blijft de brand eerst onopgemerkt en pas als de hele zijgevel in een vlammenzee baadt, vlucht iedereen in paniek weg. De tante van Sasja heeft intussen twee brieven gekregen over de geruchten die in de stad de ronde doen, een van Kokovkina, Sasja's hospita, en een van de schooldirecteur. Helemaal overstuur besluit zij meteen naar de stad te komen. Ze brengt een bezoek aan de directeur, keert helemaal ontredderd terug en geeft Sasja de volle laag. Daarna besluit ze de zusters Roetilov te bezoeken om hun flink de les te lezen. De zusters gedragen zich echter zo innemend dat Sasja's tante volledig overtuigd is van hun onschuld. De leugen is voor haar waarschijnlijker dan de waarheid en ze denkt dat ze het slachtoffer geworden zijn van een roddelcampagne. Ljoedmila besluit daarop zelf naar de directeur te gaan en ook hij wordt volledig ingepakt door haar charme en elegantie. Zij jut hem nog wat op tegen Peredonov en schuift hem alle schuld in de schoenen. Aan Perdeonov worden steeds meer toespelingen gemaakt op het bedrog dat tegen hem gepleegd werd, maar hij wil dat zelf niet begrijpen. Hij meent dat de vorstin zelf hem heeft bedrogen en wordt versslonden door totale razernij. Hij schaft zich een mes aan en wanneer op een avond Volodin op bezoek komt en ze dronken worden, grijpt Peredonov plots zijn mes en snijdt Volodin de keel door. Na een korte doodsstrijd sterft hij.